# Jan Jungbauer
Jan Jungbauer (31. ledna 1908 – ???) byl český a československý politik Komunistické strany Československa německé národnosti a poúnorový poslanec Národního shromáždění ČSR.

## Biografie
V mladí pracoval jako pomocný dělník na stavbách. Pak přešel do dolů. Po konci války nastoupil jako porubář do dolu Klement Gottwald. Díky pracovním výsledkům získal roku 1951 ocenění Průkopník socialistické práce a bylo mu svěřeno vedení úseku. Stal se kandidátem a později členem KSČ. Pracovníci dolu Klement Gottwald v Hrdlovce ho pak navrhli jako kandidáta do voleb.
Ve volbách roku 1954 byl zvolen do Národního shromáždění za KSČ ve volebním obvodu Ústí nad Labem. V parlamentu setrval do konce funkčního období, tedy do voleb roku 1960. K roku 1954 se profesně uvádí jako vedoucí úseku na Dole president Gottwald.
Patřil mezi tři poslance Národního shromáždění zvolené v roce 1954 (Jan Jungbauer, Rudolf Müller a Josef Pötzl), kteří reprezentovali německou národnostní menšinu, jejíž početnost byla dramaticky snížena poté, co proběhlo vysídlení Němců z Československa.